# سامپسا تیموسکا
سامپسا تیموسکا (فنلاندی: Sampsa Timoska؛ زادهٔ ۱۲ فوریهٔ ۱۹۷۹) بازیکن فوتبال اهل فنلاند بود.
از باشگاه‌هایی که در آن بازی کرده‌است می‌توان به باشگاه فوتبال میپا و باشگاه فوتبال کویینز پارک رنجرز اشاره کرد.
وی همچنین در تیم ملی فوتبال فنلاند بازی کرده‌است.